# Martín Ubaldi
Martín Ubaldi (* 11. November 1969 in Ramos Mejía, La Matanza, Gran Buenos Aires) ist ein ehemaliger argentinischer Fußballspieler auf der Position eines Stürmers.

## Laufbahn
Ubaldi begann seine Profikarriere beim argentinischen Spitzenverein CA Independiente, bei dem er von 1987 bis 1992 unter Vertrag stand und mit dem er in der Saison 1988/89 die argentinische Fußballmeisterschaft gewann.
1992 wechselte Ubaldi in die mexikanische Liga, wo er zunächst für Atlas Guadalajara spielte. 1995 wechselte er zu den UANL Tigres, mit denen er in der Saison 1995/96 auf Anhieb den mexikanischen Pokalwettbewerb gewann, aber wenige Wochen später auch in die zweite Liga abstieg.
Um weiterhin erstklassig zu spielen, wechselte Ubaldi zum damals noch in der mexikanischen Hauptstadt beheimateten CF Atlante, bei dem er bis 1998 unter Vertrag stand. Anschließend spielte er noch für den Puebla FC, die UNAM Pumas und zuletzt den kurz zuvor in die zweite Liga abgestiegenen Toros Neza, in deren Reihen er seine aktive Laufbahn 2001 beendete.
Mit der argentinischen U-20-Auswahl nahm Ubaldi an der Junioren-Fußballweltmeisterschaft 1989 in Saudi-Arabien teil. Er bestritt alle vier Spiele, die die Gauchos bei diesem Turnier absolvierten, und erzielte ein Tor.